# باميباريب
باميباريب هو دواء مثبط بارب مقر في الصين لعلاج سرطان المبيض وسرطان قناة فالوب وسرطانة الصفاق الأولية [الإنجليزية].
كما تجرى عليه دراسات ليستعمل في أنواع أخرى من السرطان.